# Kevin Gulliksen
Kevin Maageø Gulliksen (født 9. november 1996 i Oslo, Norge) er en norskhåndboldspiller, som spiller i Elverum Håndball (2025) og på Norges herrehåndboldlandshold.
Han deltog under EM i håndbold 2020 i Sverige/Østrig/Norge.